# Отпетые напарники
«Отпетые напарники» (англ. Skiptrace; дословно на русский «По следу») — китайско-американский комедийный боевик 2016 года, снятый режиссёром Ренни Харлином. Главные роли в фильме исполнили Джеки Чан и Джонни Ноксвилл. 21 июля 2016 года фильм вышел в прокат в Китае, а 2 сентября 2016 года в США.

## Сюжет
Детектив из Гонконга Бенни Чан ловит криминального босса по кличке «Матадор» уже более десяти лет с момента смерти своего напарника Юна. Он думает, что «Матадор» — это бизнесмен Виктор Вонг. Когда дочь Юна Саманта попадает в неприятности и оказывается в руках преступного синдиката Вонга, Бенни вынужден выследить американца Коннора Уоттса, который стал свидетелем убийства женщины по имени Эстер И в казино Вонга в Макао. Однако Коннора уже похитил русский бандит Дмитрий, потому что тот оставил его беременную дочь.
Бенни спасает Коннора от русских бандитов и должен доставить его в Гонконг. Но после того, как Коннор украл и сжег паспорт Бенни, они были вынуждены идти пешком и их ждало опасное путешествие из монгольских степей в пустыню Гоби. При этом выяснилось, что Коннор сохранил телефон убитой в казино девушки, который она отдала ему перед смертью. Телефон можно разблокировать только с помощью отпечатков пальцев. Бенни узнает что человек, который может разблокировать его, и есть «Матадор». Во время перехода китайской границы они были арестованы полицией, но их спасли люди Дмитрия. Они пересекли реку и попали в деревню, в которой проходил народный фестиваль.
Коннор увидел Вонга в новостях и опознал его как убийцу Эстер. Бенни узнал, что Саманта в руках заместителя Вонга Вилли и его людей, который угрожает убить девушку, если Бенни не привезет телефон в Гонконг. Коннор оставил Бенни доказательства, достаточные для ареста Вонга, и ушёл. Однако в Гонконге выяснилось, что Вонг не тот человек, который может разблокировать телефон, соответственно, он не является «Матадором». Бенни арестован, но он сумел сбежать с помощью Коннора и отправиться по следу Саманты.
Коллега Бенни Лесли сообщает ему, что капитан полиции Танг сейчас работает на Вонга. Бенни и Коннор проникают на верфь, на которой орудует преступная организация Матадора, где видят, как кто-то убивает Вонга. Затем их схватили люди Матадора, а Бенни узнаёт, что под этим именем всё это время скрывался Юн, которого он считал погибшим. Затем Юн идёт за запертой в комнате Самантой; увидев его, она разочаровывается в том, кем он стал. В это время лодка пробивает грузовое судно и отсеки начинают заполняться водой, в одном из таких отсеков Юн ранее запер Саманту. Во время схватки с людьми Матадора неожиданно появляются русские гангстеры, которые больше не считают Коннора врагом. Бенни и Юн объединяются для спасения Саманты из тонущего корабля, затем Юн совершает самоубийство. Прибывшие полицейские арестовывают Танга и Вилли.
Коннор возвращается в Россию, чтобы увидеть своего ребёнка от дочери Дмитрия, где узнаёт, что не является отцом ребёнка. Позже Коннор и Саманта устроили сюрприз Бенни и помогли ему исполнить свою мечту о владении фермой по разведению альпак.

## В ролях
| Актёр           | Роль                        |
| --------------- | --------------------------- |
| Джеки Чан       | Бенни Чан                   |
| Джонни Ноксвилл | Коннор Уоттс                |
| Фань Бинбин     | Саманта Бай                 |
| Эрик Цан        | Юн                          |
| Ив Торрес       | Даша                        |
| Уинстон Чао     | Виктор Вонг                 |
| Ён Джон-хун     | Вилли                       |
| Ши Ши           | Лесли                       |
| Майкл Вон       | капитан Танг                |
| Дилан Ко        | Эсмонд                      |
| Чжан Ланьсинь   | Тинг Тинг                   |
| Сара Форсберг   | Наталья                     |
| Михаил Горевой  | Дима                        |
| Чарли Роус      | Сергей                      |
| Джей Дэй        | Владимир                    |
| Ричард Нг       | китайский водитель автобуса |

## Производство
Фильм был анонсирован в мае 2013 года как совместный американо-гонконгский проект, были названы режиссер Сэм Фелл и актеры Джеки Чан и Фань Бинбин. Чан сыграет гонконгского детектива, объединяющегося с азартным игроком чтобы найти опасного преступника. 22 октября 2013 года было объявлено что актер Шонн Скотт присоединяется к актерскому составу в роли азартного игрока. 3 сентября 2014 года Джонни Ноксвилл заменил его в этой роли.
Съемки должны были начаться 13 января 2014 года, но начались 3 сентября в Китае и должны были закончиться 15 декабря. 17 декабря 2014 оператор Квок Хунг Чан утонул во время съемок фильма.

## Выход
В первые дни проката в Китае фильм стал лидером по сборам (60 миллионов долларов). Всего в Китае он собрал почти 890 миллионов юаней.
На сайте Rotten Tomatoes фильм имеет рейтинг 37 % на основе 30 рецензий со средним баллом 4.5 из 10. На сайте Metacritic фильм имеет оценку 50 из 100 на основе 9 рецензий критиков, что соответствует статусу «смешанные или средние отзывы».